# La familia biónica
La Familia Biónica (Bionic Six en inglés) es una serie de televisión animada realizada en los años 80 para Estados Unidos, en coproducción con Japón por el estudio Tokyo Movie Shinsha Entertainment (hoy llamado TMS Entertainment) y distribuida por Studios USA y MCA Television. El renombrado director de animación japonés Osamu Dezaki participó como jefe de supervisión de dirección, cuyo estilo distintivo (Golgo 13, Cobra) es evidente. Aunque haya sido producida por un estudio japonés, no es considerada como Anime, ya que el éxito de la serie se produjo en Estados Unidos.
En España la serie fue emitida por el desaparecido Canal 9, en la Comunidad Valenciana, en el canal TV3 de Cataluña, Canal Sur y Telemadrid en los años 90; mientras que en Chile fue emitida de lunes a viernes por las mañanas por TVN.

## Historia
En el futuro, en algún punto más allá de 1999, el profesor Amadeus Sharp, director del Laboratorio de Proyectos Especiales, ha desarrollado una avanzada tecnología biónica capaz de mejorar las habilidades de un ser humano. Jack Bennet (un piloto de prueba), es el primer sujeto en someterse a los implantes, para posteriormente actuar como agente especial del gobierno bajo el nombre clave de Biónico-1, convirtiéndose en un agente del orden y protector de la paz que opera a nivel mundial, pero a cambio de mantener su identidad en secreto incluso a sus hijos. 
Durante unas vacaciones con su familia en los Himalayas, mientras prueban un equipo de esquí, son sorprendidos por una gigantesca nave espacial alienígena que inicia una avalancha. La familia es enterrada bajo nieve contaminada por un mineral radioactivo conocido como Bertonium, un elemento capaz de aumentar la fuerza física, como asimismo de otorgar inmortalidad. Gracias a sus implantes biónicos, Jack no sufre contaminación por la radiación y debiendo revelarles su identidad logra rescatarlos, sin embargo, su familia cae en coma al carecer de defensas contra la radiación. 
Decidido a hacer todo lo posible por salvarlos, se dirige al laboratorio del Profesor Sharp, quien concluye que la única forma de salvarles la vida es por medio de implantes biónicos. La operación resulta exitosa y otorga a cada miembro un poder especial y único, naciendo así "La Familia Biónica" (Bionic Six).

## Personajes
La familia Bennett está formada por Jack, Helen, Eric, Meg, JD, Bunji y un robot gorila llamado F.L.U.F.F.I. Cada miembro usa un anillo especial y una computadora de muñeca, que al hacer contacto -junto a la frase ¡Poder Biónico!- activan las habilidades. 
- Jack Bennet (Bionico-1): Es un ingeniero, agente especial, piloto de pruebas y amante de la cocina, que representa el estereotipo del padre americano. Sus habilidades biónicas son vista telescópica, rayos ópticos y super audición (resulta un claro homenaje a Steve Austin, de la afamada serie de televisión El Hombre Nuclear). Tiene además la habilidad de emitir rayos de baja densidad, cuyo efecto es producir desperfectos en unidades robóticas e incluso volverlas en contra del enemigo.

- Helen Bennett (Mother-1): Es una experta oceanógrafa, bióloga marina y la esposa de Jack. Posee poderes psíquicos, siendo capaz incluso de predecir pequeños instantes del futuro. Puede comunicarse con seres vivos telepáticamente y entrar en contacto con maquinarias para determinar su función. Puede crear ilusiones ópticas por medio de hologramas para despistar a sus enemigos.

- Eric Bennett (Sport-1): Hijo biológico de Jack y Helen, típico chico rubio amante de los deportes (en especial del béisbol). Puede crear campos electromagnéticos, los cuales pueden atraer o rechazar objetos metálicos a voluntad, unirlos o bien destruirlos. Esta fuerza es direccional y variando la posición de sus manos puede controlar la trayectoria. Utiliza un bate de béisbol para devolver los ataques a su punto de origen. Estudia en la Secundaria Albert Einstein, cursando el undécimo grado y es capitán del equipo de béisbol llamado Los Atomos de Einstein. Siempre utiliza expresiones de béisbol en su conversación diaria y su uniforme de combate incluye una chaqueta y casco de beisbolista.

- Meg Bennett (Rock-1): Hija biológica de Jack y Helen; chica rubia americana, despreocupada, amante de la música, la moda y la popularidad, su poder especial son cañones sónicos que porta sobre los hombros (solo visibles en modo biónico), los cuales le permiten concentrar ondas de sonido y usarlas sea como armas o escudos. Otra habilidad son los implantes biónicos en la parte inferior de su cuerpo que reemplazan completamente sus piernas y le otorgan supervelocidad, capaz de superar la barrera del sonido, lo cual la hace la miembro más rápido de la familia, aunque el resto de su cuerpo opera a velocidades convencionales. Estudia en la Secundaria Albert Einstein, cursa el décimo grado.

- Bunji (Karate-1): De origen japonés, fue puesto bajo la tutela de los Bennett cuando su padre biológico desapareció 10 años atrás. Sus habilidades son destrezas físicas y acrobáticas que le permiten mejorar sus habilidades para el Karate, siendo su ataque más particular una poderosa patada voladora en caída libre. No es el más fuerte, pero sí el más ágil y bromista de los seis. Puede imitar cualquier tipo de voz, cosa que suele usar en sus conversaciones. Estudia en la Secundaria Albert Einstein, cursando el noveno grado. En muchas ocasiones se ha visto a una misteriosa figura encapuchada rondando cerca suyo y protegiéndolo durante momentos de peligro, sin que él o el resto noten su presencia.

- J.D. Bennett (IQ): Hijo adoptivo afroamericano de los Bennett, es cronológicamente el mayor de los cuatro y el único que no tiene número en su nombre código, el cual es una abreviación de la expresión Intelligence quotient (Cociente intelectual), en referencia a su inteligencia superdotada. Es el más listo e inocente y es un entusiasta boxeador amateur. Sus habilidades biónicas le proporcionan un cerebro superdotado capaz de realizar cálculos a velocidades mayores que una computadora y es físicamente el más fuerte de los seis. Estudia en la Secundaria Albert Einstein, cursa el duodécimo grado.

- Profesor Amadeus Sharp: Es el científico que le otorga los superpoderes a los seis miembros de la familia. Sus investigaciones son pagadas por el gobierno de Estados Unidos, quien revisa su trabajo a través de la agencia especial Q10. Vive solo en su museo privado, debajo del cual se encuentra su laboratorio secreto, que hace las veces de cuartel general de la Familia Biónica. Sharp es un genio en el campo de la aeronáutica, robótica, arqueología, biónica y neurología. Es el hermano menor del Doctor Escarabajo.

- F.L.U.F.F.I.: Un robot gorila creado por el Profesor Sharp, que vive con los Bennett como una especie de mascota-ayudante. Actúa como tonto, pero es muy útil para la familia, ayudando a los jóvenes con las tareas de la escuela o a los adultos con peligrosos experimentos científicos, por ejemplo. Su única debilidad radica en la necesidad ser alimentado regularmente con aluminio, de lo contrario devora las ollas y sartenes de la casa. Nunca fue revelado el significado de su nombre. En un capítulo se muestra también su capacidad de alargar las extremidades, argumentando no haberlo revelado antes ya que "nadie le preguntó".

## Enemigos
- Doctor Escarabajo (Dr. Wilmer Sharp): Es el principal villano de la serie. Gordo, malvado y ocasionalmente cómico; es el hermano mayor del Profesor Sharp y tiene como motivación en encontrar el secreto de la vida eterna. Comanda un equipo de exconvictos a quienes otorgó poderes biomecánicos y además utiliza robots de combate llamados Cyphrons, que no representan mayor peligro a menos que ataquen en grupo. Escarabajo generalmente enfrenta las peleas desde su poderoso trono volador y utiliza como arma su monóculo en el ojo derecho, que además de arrojar rayos es capaz de detectar individuos que posean implantes biónicos.

- Glove: Un villano de piel púrpura, cuyo apodo es recibido por su gran guante explosivo, capaz de disparar proyectiles y rayos desde los nudillos. Cuenta con un gran arsenal a su disposición, como granadas, munición extra y otras armas, además de contar con gran fuerza física (en una ocasión fue capaz de sobrepasar en pelea a Biónico-1 y Karate-1 al mismo tiempo). Siempre busca destronar al Doctor Escarabajo y usurpar su liderazgo. Aunque gusta lucir una posición arrogante y desafiante, suele huir de las batallas al primer indicio de derrota.

- Madame-O: Una misteriosa mujer de piel azul, que usa una máscara antigás y un arpa para disparar ondas sónicas. Siempre adula a Escarabajo, pero en más de una ocasión lo traiciona a él y a su equipo para obtener poder y riquezas. Antes de su transformación, Madame-O era una mujer de avanzada edad.

- Mechanic: Un estúpido e incivilizado hombre, que usa herramientas mecánicas como armas. A veces su torpeza deriva en el fracaso de los planes del Doctor Escarabajo. A pesar de ser un bruto luchador, tiene una especial debilidad por los animales y los programas de televisión infantiles, y posee una gran habilidad en materias de ingeniería.

- Chopper: Un rufián que usa una cadena como arma, y cada vez que la utiliza emula con la voz un particular sonido, como si estuviera acelerando una motocicleta. Es caracterizado como mentalmente inestable, casi con rasgos psicopáticos, y a veces aparece manejando una motocicleta de tres ruedas.

- Klunk: Un monstruo inarticulado formado por materia viscosa viva. La transformación que le efectuó el Doctor Escarabajo le provocó una pérdida notable de inteligencia, y pocas veces es capaz de hablar una frase coherente. Sin embargo, es el enemigo más peligroso de la familia biónica: su anatomía lo hace prácticamente inmune al castigo físico, puede envolver a sus enemigos para generarles asfixia, y su fuerza no tiene rival entre los personajes de la serie (incluso es más fuerte que IQ), al punto que el mismo Doctor Escarabajo le teme. A diferencia de los demás villanos, Klunk es el único que desea volver a su forma humana original.

Aunque estos secuaces no necesitan activar sus poderes biomecánicos, sí deben activar con el puño la insignia que tienen en el pecho -con el dibujo de un escarabajo- diciendo la frase ¡Salve Escarabajo! (el Doctor Escarabajo dice ¡Salve Yo!), a fin de adquirir mayor fuerza física o bien para deshacerse de los "Disfraces Biónicos" que en ocasiones utilizan.
Otros enemigos. Fuera los personajes principales, el Doctor Escarabajo ha intentado aumentar su equipo, aunque con resultados poco favorables, por acción de sus mismos súbditos:
- 1) Escarabina: Clon femenino de Escarabajo creada por él mismo. En un principio sería la mezcla perfecta entre su inteligencia y la belleza de Mother-1, para asumir un lugar al lado del trono como su "reina". Al sentirse desplazada, Madame-O boicotea el proceso creando en definitiva una grotesca réplica del Doctor en forma de mujer. Escarabina trata de enamorar al Doctor sin éxito, ya que a este le causa repulsión, por lo cual decide abandonarlo no sin antes arruinar su perfecto plan para acabar con la Familia Biónica.
- 2) Boxeador Sombra: Escarabajo salva a un arruinado boxeador de ser arrestado, a fin de convertirlo en su mano derecha. Al tratar de otorgarle los mayores poderes posibles, Glove celosamente interfiere en la operación, consiguiendo únicamente la habilidad de solidificar su sombra, que de todas formas le permite combatir a través de ésta sin comprometer su cuerpo. Sin embargo, es derrotado al enfrentar a Biónico-1, quien lo somete a una fuente intensa de luz, desvaneciendo su sombra.

## Voces

### Familia Biónica
| Personaje                | Inglés           | Latino                 | Castellano         |
| ------------------------ | ---------------- | ---------------------- | ------------------ |
| Jack Bennett (Bionico-1) | John Stephenson  | Alejandro Byrd         | Antonio Villar     |
| Helen Bennett (Mother-1) | Carol Bilger     | Ana María Grey         | Gracia Carvajal    |
| Eric Bennett (Sport-1)   | Hal Rayle        | Carlos de Pavía        |                    |
| Meg Bennett (Rock-1)     | Bobbie Block     | María Fernanda Morales |                    |
| JD Bennett (IQ)          | Norman Bernard   | Sergio Gutiérrez Coto  | Luis Fernando Ríos |
| Bunji (Karate-1)         | Brian Tochi      |                        | Ana Cremades       |
| Profesor Amadeus Sharp   | Alan Oppenheimer | Eduardo Giaccardi      |                    |

### Enemigos
| Personaje         | Inglés           | Latino          | Castellano   |
| ----------------- | ---------------- | --------------- | ------------ |
| Doctor Escarabajo | Jim MacGeorge    | Carlos de Pavía | Mariano Peña |
| Glove             | Frank Welker     |                 |              |
| Mechanic          | Frank Welker     |                 |              |
| Chopper           | Frank Welker     |                 | Jorge Tomé   |
| Madame-O          | Jennifer Darling |                 |              |
| Klunk             | John Stephenson  |                 |              |

## Lista de Episodios

### Temporada 1
1. Valley of Shadows (19 de abril de 1987)
2. Enter the Bunji (19 de abril de 1987)
3. Eric Bats a Thousand (26 de abril de 1987)
4. Klunk in Love (26 de abril de 1987)
5. Radio Scarab (3 de mayo de 1987)
6. Family Affair (3 de mayo de 1987)
7. Happy Birthday, Amadeus (10 de mayo de 1987)
8. Brain Food (10 de mayo de 1987)
9. Just a Little Handicap (17 de mayo de 1987)
10. Bionics On! The First Adventure (17 de mayo de 1987)
11. Back to the Past (1) (24 de mayo de 1987)
12. Back to the Past (2) (24 de mayo de 1987)
13. Fugitive F.L.U.F.F.I. (31 de mayo de 1987)
14. Nick of Time (31 de mayo de 1987)
15. Youth or Consequences (7 de junio de 1987)
16. Extra-Innings (7 de junio de 1987)
17. Return of the Bunji (14 de junio de 1987)
18. Crown of the Scarab King (14 de junio de 1987)
19. 1001 Bionic Nights (21 de junio de 1987)
20. The Perceptor File (21 de junio de 1987)
21. Masterpiece (28 de junio de 1987)
22. House Rules (28 de junio de 1987)

### Temporada 2
1. Holidaze (8 de septiembre de 1987)
2. Nightmare at Cypress Cove (9 de septiembre de 1987)
3. Music Power (10 de septiembre de 1987)
4. The Hive (11 de septiembre de 1987)
5. Mindlink (14 de septiembre de 1987)
6. I Compute, Therefore I Am (15 de septiembre de 1987)
7. Pass/Fail (16 de septiembre de 1987)
8. Born to Be Bad (17 de septiembre de 1987)
9. A Clean Slate (1) (18 de septiembre de 1987)
10. A Clean Slate (2) (21 de septiembre de 1987)
11. Spin Out (22 de septiembre de 1987)
12. The Man in the Moon (23 de septiembre de 1987)
13. The Case of the Baker Street Bionics (24 de septiembre de 1987)
14. Now You See Me... (25 de septiembre de 1987)
15. Crystal Clear (28 de septiembre de 1987)
16. You've Come a Long Way, Baby! (29 de septiembre de 1987)
17. Up and Atom (30 de septiembre de 1987)
18. Home Movies (1 de octubre de 1987)
19. Scarabscam (2 de octubre de 1987)
20. Kaleidoscope (5 de octubre de 1987)
21. Once Upon a Crime (6 de octubre de 1987)
22. Mrs. Scarab (7 de octubre de 1987)
23. The Secret Life of Wellington Forsby (8 de octubre de 1987)
24. The Fungus Among Us (9 de octubre de 1987)
25. Bottom of the Ninth Planet (12 de octubre de 1987)
26. Triple Cross (13 de octubre de 1987)
27. I, Scarab (1) (14 de octubre de 1987)
28. I, Scarab (2) (15 de octubre de 1987)
29. Scabracadabra (16 de octubre de 1987)
30. The Glitch (19 de octubre de 1987)
31. A Matter of Gravity (20 de octubre de 1987)
32. The Elemental (21 de octubre de 1987)
33. I Am the Viper (22 de octubre de 1987)
34. Shadow Boxer (23 de octubre de 1987)
35. Call of the Bunji (2 de noviembre de 1987)
36. A Super Bunch of Guys (3 de noviembre de 1987)
37. The Monkey Has Landed (4 de noviembre de 1987)
38. Ready, Aim, Fired (5 de noviembre de 1987)
39. Love Note (6 de noviembre de 1987)
40. Bone of Contention (9 de noviembre de 1987)
41. Junk Heap (10 de noviembre de 1987)
42. The Return of Mrs. Scarab (11 de noviembre de 1987)
43. That's All, Folks! (12 de noviembre de 1987)

## Juguetes
A fin de aumentar el marketing de la serie animada, en 1986 la compañía de juguetes JLN lanzó al mercado las figuras de acción correspondientes a los personajes principales. A diferencia de otras líneas de juguetes basadas en series animadas, las figuras de la Familia Biónica estaban construidas con materiales de mayor calidad. En efecto, sus piezas (exceptuando la cabeza y las partes biónicas) eran completamente metálicas, lo cual aseguraba una mayor duración.
Fuera de los personajes, la línea comprendía también el Museo de Ciencias-Cuartel General, algunos vehículos y dos curiosos juguetes que utilizaban una rudimentaria (pero novedosa para la época) tecnología láser, que permitía saber con exactitud si un disparo del juguete daba en el blanco ofrecido por otro de iguales características. Dichos aparatos se comercializaban bajo el nombre de Flying Laser Throne (Trono Volador Láser).
A medida que la serie perdía popularidad, la adquisición de los juguetes se tornó más difícil, sobre todo respecto de los vehículos. Sin embargo, hoy es posible encontrarlos mediante ventas por internet, generalmente por artículos de segunda mano.